# Żerdź (Lublin)
Pour les articles homonymes, voir Żerdź.
Żerdź (prononciation [ʐɛrt͡ɕ]) est un village de la gmina de Żyrzyn du powiat de Puławy dans la voïvodie de Lublin, situé dans l'est de la Pologne.
Il se situe à environ 3 kilomètres au nord-ouest de Żyrzyn (siège de la gmina), 14 kilomètres au nord-est de Puławy (siège du powiat) et 46 kilomètres au nord-ouest de Lublin (capitale de la voïvodie).

## Histoire
De 1975 à 1998, le village est attaché administrativement à l'ancienne voïvodie de Lublin.

Depuis 1999, il fait partie de la nouvelle voïvodie de Lublin.